# Куштіль
Куштіль — село в Хівському районі Дагестану, з південно-західного боку гори Каркул, в долині річки Мукъу.
До райцентру 8 км.
Населення села 994 осіб. Налічують 163 двори.